# Ayumu Sasaki

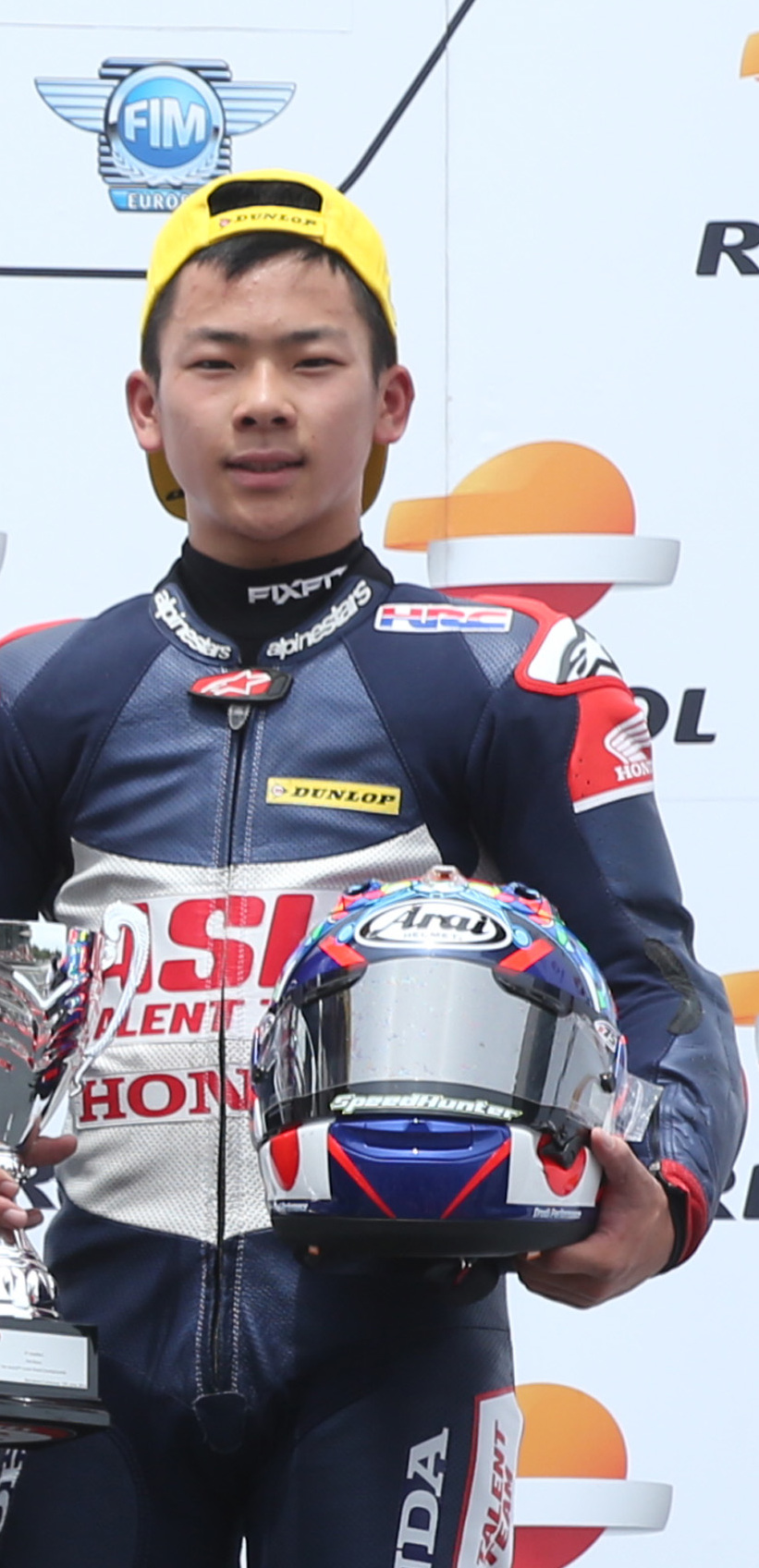
Ayumu Sasaki

Ayumu Sasaki, född 4 oktober 2000 i Yokosuka, är en japansk motorcykelförare som tävlar i roadracing. Han tävlar i Moto3-klassen i världsmästerskapen i Grand Prix Roadracing.

## Tävlingskarriär
Sasaki tävlade i Asia Talent Cup premiäråret 2015 och vann två heat. året efter, 2015, vann han hela Asia Talent Cup. Säsongen 2016 vann han Red Bull Rookies Cup och blev sexa i junior-VM i Moto3. Det året gjorde han också Grand Prix-debut i Moto3-klassen vid Malaysias Grand Prix. Säsongen 2017 fick han köra som ordinarie förare i Moto2-VM för SIC Racing på en Honda. Han kom på tjuogonde plats totalt i VM och blev därmed bästa nykomling i klassen. Sasaki fortsatte i samma team (som bytt namn till Petronas Sprina Racing) säsongen 2018 och kom åter på 20:e plats i VM. Sasaki fortsatte ett tredje år i samma team säsongen 2019.

## Framskjutna placeringar
Uppdaterad till 2020-10-26.
| \| Nr \| Grand Prix \| År \| \| -- \| ---------- \| ---- \| \| 1 \| Teruel \| 2020 \| |            |      |
| Nr                                                                                    | Grand Prix | År   |
| 1                                                                                     | Teruel     | 2020 |